# John McNally (bokser)
John McNally (ur. 3 listopada 1932 w Belfaście, zm. 4 kwietnia 2022 tamże) – irlandzki bokser, srebrny medalista letnich igrzysk olimpijskich w Helsinkach w kategorii koguciej. W 1954 roku został zawodowym bokserem. Wystąpił w 25 walkach. Jego bilans to 14 zwycięstw, 9 porażek i 2 remisy.